# Deodato di Nola
Deodato, noto anche come Adeodato (393 – 26 giugno 473), ritenuto vescovo di Nola, è venerato come santo dalla Chiesa cattolica.

## Biografia
Esiste una Vita di Deodato, scritta nel XII secolo all'epoca di papa Pasquale II, e che Daniel Papebroch data al 1117. Secondo questo racconto, pubblicato negli Acta Sanctorum, Deodato visse 80 anni: fu ordinato prete a 30 anni e vescovo a 50, esercitando il ministero episcopale per 30 anni, succedendo a san Paolino.
Deodato era un arciprete della Chiesa nolana, amministratore dei beni ecclesiastici. Fu accusato ingiustamente presso l'imperatore Valentiniano III di disporre di questi beni per i propri scopi personali. Per questo motivo fu dapprima messo in prigione e poi esiliato. Ma alla fine riottenne la sua libertà e la sua riabilitazione. Due anni dopo questi fatti succedette a san Paolino sulla cattedra nolana e morì dopo trent'anni di governo episcopale. Fu sepolto presso Nola, ubi per multos annos coruscavit miraculis. Più tardi, in epoca longobarda, le sue reliquie furono traslate a Benevento.
La Vita non riporta nessuna data precisa. In base alla cronologia di questo racconto sono state proposte due date di morte diverse. Infatti, alcuni autori hanno identificano il vescovo Paolino di cui parla la vita con il famoso santo nolano, san Paolino: essendo questi morto nel 431, la morte di Deodato è posta nel 461. Ma più correttamente, il Paolino citato nella Vita è san Paolino il giovane, morto nel 442; l'episcopato di Deodato si sarebbe perciò concluso nel 473. Il giorno della morte, il 26 giugno, è quello della sua commemorazione liturgica. Avendo vissuto 80 anni, la nascita di Deodato è fissata al 393.

## Critica
Secondo Papebroch, e altri autori, il vescovo Deodato di cui parla la Vita medievale è da identificare con l'Adeodatus indignus archipresbiter, il cui epitaffio è conservato nella basilica di San Felice a Cimitile. Benchè quest'iscrizione non parli mai di vescovo o di episcopato, Papebroch ritiene che l'uso del termine sacerdos equivale in questo periodo a episcopus. Inoltre ritiene che la prima riga dell'epitaffio sia stata incisa quando Adeodato era ancora vivo e semplice prete, e solo dopo la sua morte fu inciso il resto del testo.
Questa interpretazione è sostenuta, oltre che da Papebroch, anche da Gianstefano Remondini, Pietro Burchi, Henri Leclercq, Francesco Lanzoni, che inseriscono Donato/Adeodato nella cronotassi episcopale di Nola.
Altri autori invece ritengono che la vita medievale di Deodato sia una leggenda agiografica ispirata largamente all'epitaffio di Adeodato. Inoltre, se il termine sacerdos equivale a episcopus, in base all'epitaffio Adeodato avrebbe governato la Chiesa di Nola per 50 anni e non solo per 30; e "non è assolutamente possibile introdurre fra i vescovi Nolani già conosciuti un episcopato della durata di cinquant'anni né nel V né nel VI secolo".
Questa tesi è fatta propria da Antonio Ferrua, Pasquale Testini, Domenico Mallardo, Giovanni Santaniello e gli autori della Prosopographie chrétienne du Bas-Empire. Tutti escludono Deodato/Adeodato dalla cronotassi dei vescovi di Nola.
Ulteriori studi infine danno credito alla vita medievale di Deodato, ma ritengono che Adeodato e Deodato siano due personaggi distinti.

## Culto
Nel XII secolo, assieme alla vita di san Deodato, fu scritta anche una Translatio Sancti Deodati, entrambi frutto di uno scriptorium di Benevento. Questo testo racconta che, all'epoca del principe Sicardo di Benevento (832-839), i resti di Deodato furono trasferiti in una chiesa dedicata al santo e fatta costruire da Paldo, Taso e Tato presso la porta aurea di Benevento (apud auream portam). Nel XII secolo le reliquie di Deodato furono donate all'abbazia di Montevergine, dove sono tuttora.
Nel Martirologio Romano, Deodato è celebrato il 26 giugno e ricordato con queste parole:
(Martirologio Romano. Riformato a norma dei decreti del Concilio ecumenico Vaticano II e promulgato da papa Giovanni Paolo II, Città del Vaticano, 2004, p. 493)